# NGC 2693
NGC 2693 је елиптична галаксија у сазвежђу Велики медвед која се налази на NGC листи објеката дубоког неба.
Деклинација објекта је + 51° 20' 52" а ректасцензија 8h 56m 59,4s. Привидна величина (магнитуда) објекта NGC 2693 износи 11,7 а фотографска магнитуда 12,7. Налази се на удаљености од 58,129 милиона парсека од Сунца. NGC 2693 је још познат и под ознакама UGC 4674, MCG 9-15-55, CGCG 264-35, PGC 25144.